# Poppodium Nobel

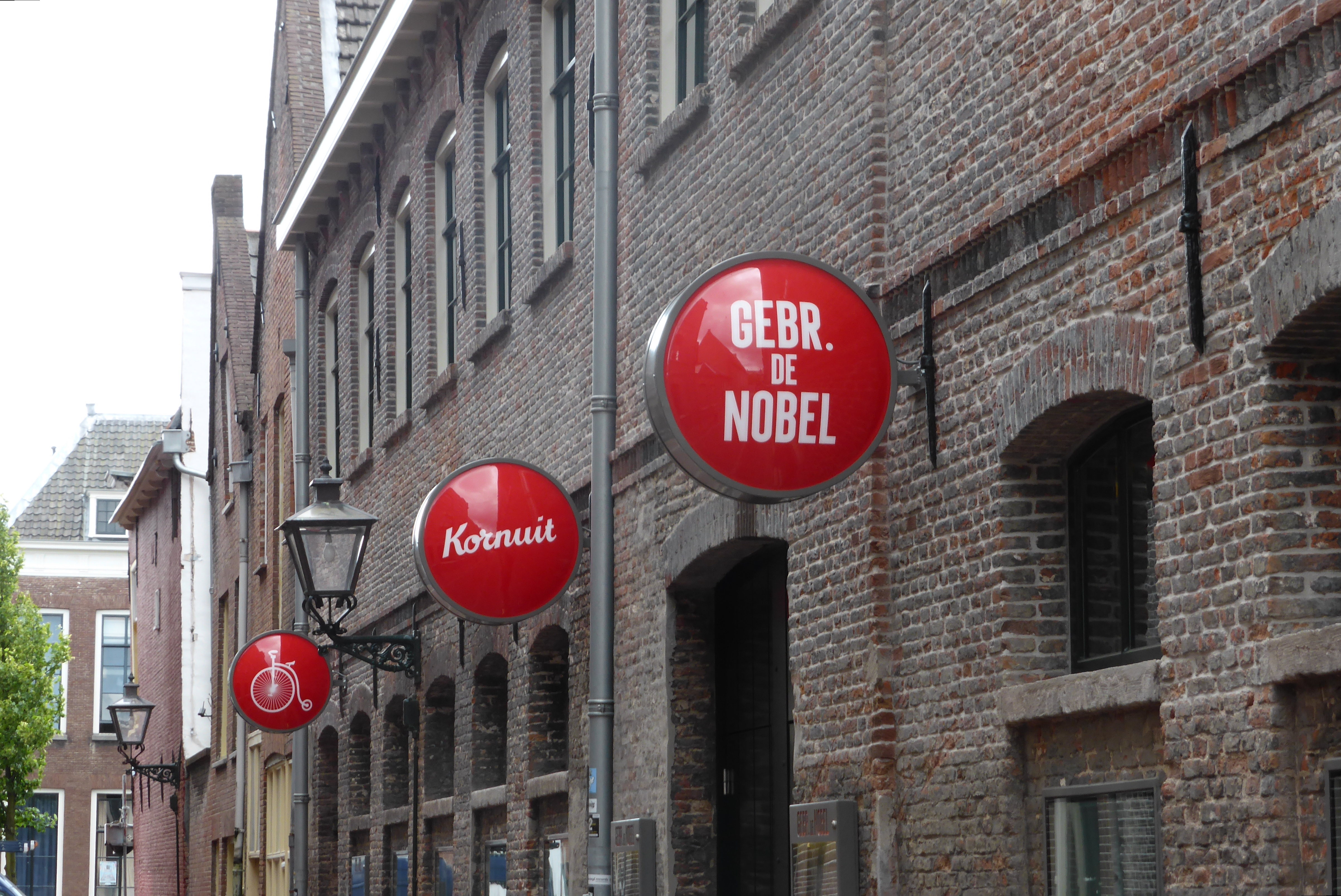
Gebr. de Nobel (2015)

De Nobel is een poppodium met livemuziek, clubnachten, maatschappelijk programma en festivals in de Nederlandse stad Leiden. Het muziekcentrum is sinds december 2014 gehuisvest in nieuwbouw op de plaats van een voormalige fabriekscomplex aan de Marktsteeg, dat in 1850 werd gebouwd door en voor de Tras- en Pleisterfabriek van Paternotte. 

## Geschiedenis
Nobel is de opvolger van het LVC (Leids Vrijetijds Centrum), dat in 2014 de deuren sloot. Bij de opening in 2014 heette het poppodium nog 'Gebr. De Nobel'. Deze naam is ontleend aan de laatste eigenaar en gebruiker van het pand: de firma De Nobel die hier handelde in lompen en oude metalen. Met Gebroeders zou ook verwezen worden naar de twee zalen die het muziekgebouw heeft gekregen. Ook verwijst het naar de samenwerking met andere culturele partners in de stad. In de volksmond stond het poppodium echter al sinds de opening bekend als 'de Nobel'. In 2023 werd de naam 'Nobel' officieel in gebruik genomen.

## Pand

### Monument
De gevelwand aan de Marktsteeg is aangewezen als beschermd gemeentelijk monument en is behouden gebleven in het ontwerp van Ector Hoogstad Architecten. De constructie is ontworpen door IMd Raadgevende Ingenieurs. De uitvoering gebeurde door Aannemer Du Prie Bouw & Ontwikkeling.

### Zalen
De hoofdingang van het muziekcentrum is aan de Marktsteeg 8 tegenover het Scheltema Complex. Het pand heeft twee concertzalen en een foyer. De Grote Zaal heeft twee balkons en biedt ruimte aan maximaal 800 bezoekers. In de Kleine Zaal kunnen maximaal 200 bezoekers terecht. De foyer wordt vaak gebruikt in combinatie met de Grote (en soms Kleine) Zaal. Op zichzelf biedt deze ruimte voor 100 bezoekers.
Tijdens de coronalockdown in 2020 werd de Grote Zaal verbouwd. Hier stond een balustrade rond de dansvloer. Deze werd vervangen door een trap, waardoor de dansvloer toegankelijker werd en de zaal een meer open uitstraling kreeg. Vervolgens werd in 2021 ook de Foyer verbouwd, waarbij de grote trap in het midden van de foyer werd verwijderd en er lockers werden geplaatst op de plek waar de garderobe was. Hiermee werd in feite een derde zaal gecreëerd.